# Edelaraudtee
Edelaraudtee AS (Jihozápadní železnice) je estonský provozovatel dráhy a bývalý železniční dopravce.

## Historie

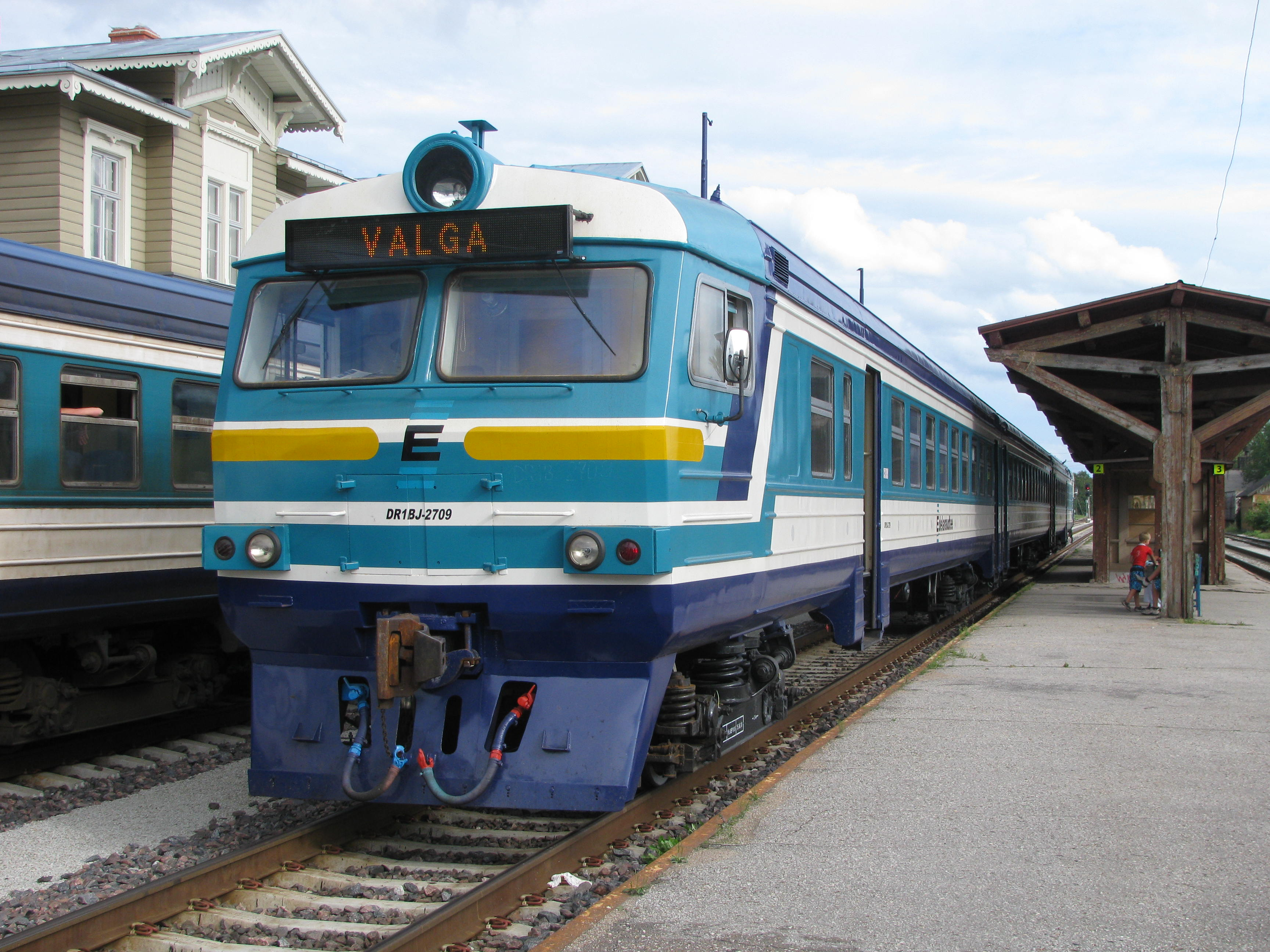
Jednotka DR1BJ v Tartu

Společnost vznikla v roce 1997 vyčleněním ze státních železnic Eesti Raudtee (EVR) a zabývala se provozem regionálních osobních vlaků. V roce 2001 byla privatizována společně s částí železniční sítě. Minoritním akcionářem firmy se stala britská skupina GB Railways Group plc, která byla v roce 2003 zakoupena společností First Group plc (rovněž britského původu), 80 % akcií koupili estonští velkopodnikatelé Marcel Vichmann a Tiit Pruul, majitelé investiční skupiny Go Group. Edelaraudtee v roce 2002 zakoupila společnost EVR-Ekspress a převzala tak rovněž provoz mezistátních vlaků z Tallinnu do Petrohradu. EVR-Ekspress se ale později stala přímo dceřinou společností Go Group, přičemž změnila název na Go Rail. Go Rail také později od Edelaraudtee převzala nákladní železniční dopravu.
Současným majitelem je společnost OÜ Moonrider podnikatele Vichmanna. S provozem nákladních vlaků Edelaraudtee skončila v roce 2008. Osobní železniční dopravě se firma věnovala až do roku 2013, kdy stát veškerou osobní dopravu objednal u společnosti Elron, které zároveň finančně přispěl na nová vozidla. Proti tomuto kroku podala Edelaraudtee žalobu, motivovanou také tím, že firma měla podle původní smlouvy provozovat vlaky až do konce roku 2014. V roce 2018 soudní spor stále pokračoval. Firma se nyní (2020) vedle provozu dráhy také zabývá projektováním, stavbou a elektrifikací železnic.

## Železniční síť

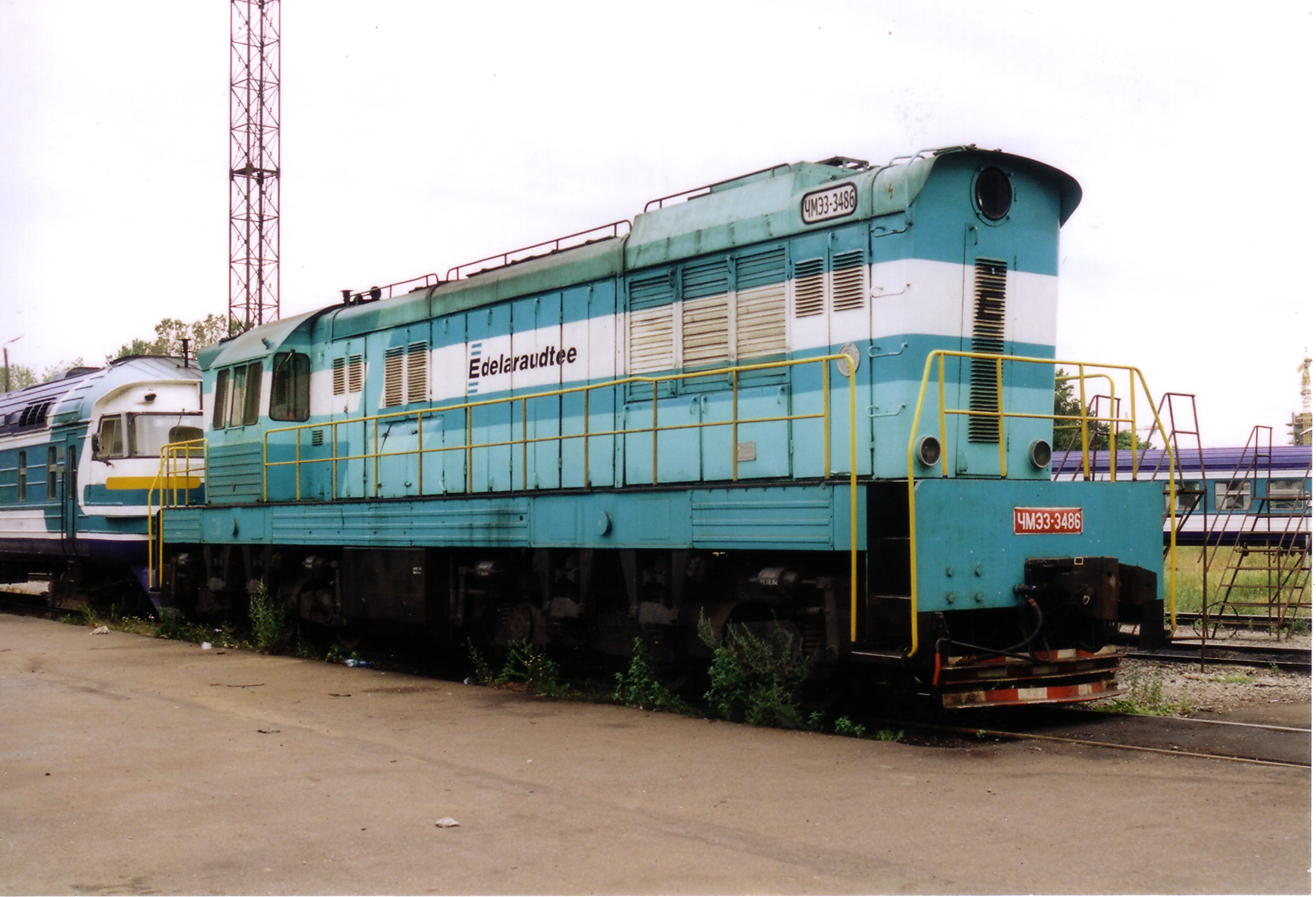
Lokomotiva ČME3-3486 v depu Tallinn-Väike

Společnost spravuje následující železniční tratě:
- Tallinn – Liiva – Lelle (71,9 km)
- Lelle – Viljandi (78,7 km)
- Lelle – Pärnu (67,9 km)
- Liiva – Ülemiste (7,0 km)

Dříve společnosti patřila také trať Pärnu – Mõisaküla – lotyšská hranice. Provoz na této trati byl zastaven na přelomu tisíciletí; v roce 2008 byly vytrhány koleje.
Nejvyšší maximální rychlost na železnicích Edelaraudtee je 120 km/h na vybraných úsecích tratí Tallinn – Lelle a Lelle – Viljandi. Na tratích Liiva – Ülemiste a Lelle – Pärnu rychlosti dosahují nejvýše 40 km/h.
V úseku Tallinn – Lelle – Viljandi je dopravcem Elron zajišťována pravidelná osobní doprava. Do konce roku 2018 jezdily osobní vlaky také do Pärnu, než byla osobní doprava kvůli špatnému technickému stavu tratě přerušena.

## Vozový park
Pro osobní dopravu společnost používala motorové jednotky řady DR1A vyráběné vagonkou RVR v Rize. Některé z nich byly remotorizovány na typ DR1B s použitím spalovacího motoru MTU. Dále používala jednotky řady DR1BJ, které vznikly rozdělením originálních (tj. neremotorizovaných) jednotek řady DR1B. Po ukončení provozu byla část vozidel sešrotována; nejméně jedna jednotka byla prodána do Kazachstánu a další do Tádžikistánu.
V nákladní dopravě a pro posun byly využívány lokomotivy československé konstrukce typu ČME3, resp. modernější verze ČME3T.